# Câmpeni
Câmpeni je rumunské město v župě Alba. K městu administrativně náleží i 21 okolních vesnic. Trvale zde žije přibližně 6 600 obyvatel.

## Části
| - Câmpeni – 4 807 obyvatel - Boncești – 172 - Borlești – 71 - Botești – 123 - Certege – 72 - Coasta Vâscului – 77 - Dănduț – 73 - Dealu Bistrii – 88 - Dealu Capsei – 201 - Dric – 100 - Fața Abrudului – 126 | - Florești – 129 - Furduiești – 108 - Mihoești – 194 - Motorăști – 75 - Peste Valea Bistrii – 31 - Poduri – 106 - Sorlița – 18 - Tomușești – 44 - Valea Bistrii – 356 - Valea Caselor – 94 - Vârși – 156 |